# Maurine (football)
Pour les articles homonymes, voir Maurine (homonymie).
Maurine Dorneles Gonçalves, née le 14 janvier 1986 à Porto Alegre, communément appelée Maurine, est une ancienne footballeuse brésilienne qui a joué comme défenseure ou milieu de terrain pour l'équipe nationale féminine du Brésil. En raison de sa polyvalence, elle a occupé un certain nombre de postes différents tout au long de sa carrière, mais a été le plus souvent utilisée comme arrière ou milieu de terrain défensif. Elle faisait partie de l'équipe brésilienne médaillée d'argent aux Jeux olympiques de Pékin en 2008 et a également participé aux éditions 2011 et 2015 de la Coupe du monde féminine, ainsi qu'aux Jeux olympiques de Londres en 2012.

## Biographie

### Carrière en club
À l'âge de 15 ans, Maurine joue pour son club local Grêmio. En 2006 et 2007, elle joue au CEPE-Caxias de Rio de Janeiro, puis rejoint Santos pour la saison 2008. Le 22 septembre 2009, le Beat d'Atlanta, une équipe de Women's Professional Soccer (WPS), sélectionne Maurine lors du Draft international WPS 2009, acquérant les droits exclusifs (au sein de la WPS) pour négocier avec elle. Maurine ne rejoint pas l'équipe américaine, et remporte la Copa Libertadores Femenina avec Santos en 2009 et 2010.
Maurine rejoint finalement une équipe WPS en 2011, accompagnant Marta au Flash de Western New York. Après avoir fait une seule apparition pour le club, elle retourne à Santos.
Au début de 2012, le conseil d'administration de Santos supprime la section féminine, pour économiser de l'argent après avoir remis à son joueur masculin Neymar un nouveau contrat gigantesque. Maurine et les autres joueuses sont surpris et blessées par l'évènement.
Avec l'aide de Neymar, Maurine et les autres joueuses déplacées de Santos obtiennent environ 1 500 000 $ de parrainage externe. Mais le conseil d'administration de Santos refuse de revenir sur sa décision, affirmant que l'équipe féminine coûte 2 000 000 $ par an pour fonctionner et ne fournit aucun retour financier. Dix des joueuses, dont Maurine, rejoignent le Centro Olímpico (en).
Lorsque Santos réintègre ensuite son équipe féminine, Maurine est heureuse de la rejoindre pour une troisième saison en juillet 2016. Elle est élue meilleure arrière droite du Championnat du Brésil féminin de football 2018. En juin 2021, Maurine, à 35 ans, annonce sa retraite du football après 18 mois au Portugal avec Famalicão.

### Carrière internationale
Maurine fait partie de la sélection brésilienne des moins de 20 ans à la Coupe du monde féminine U-20 en 2002, 2004 et 2006. Elle fait ses débuts pour l'équipe nationale senior du Brésil en juin 2007 lors d'un match amical contre les États-Unis au Giants Stadium dans le New Jersey. Le Brésil perd la rencontre 2-0.
Lors de la Coupe du Monde Féminine de 2011, Maurine, droitière, est placée sur le côté gauche du milieu de terrain brésilien. Lors des Jeux panaméricains de 2011, Maurine est endeuillée par le décès prématuré de son père. Elle marque le seul but de la demi-finale contre les hôtes du Mexique et le dédie à sa mémoire.
Maurine est sélectionnée pour son deuxième tournoi olympique de football en 2012. FIFA.com la décrit comme l'une des joueuses clés de l'équipe. Après des allégations d'un complot à la suite de la panne du bus, le Brésil perd son dernier match du groupe E 1-0 face à la Grande-Bretagne, devant une foule record de 70 584 personnes au stade de Wembley. L'équipe rejoint en quart de finale le Japon, détenteur de la Coupe du monde, qui élimine le Brésil en s'imposant 2-0 au Millennium Stadium de Cardiff.
En mai 2014, le nouvel entraîneur Vadão rappelle Maurine dans l'équipe nationale après une interruption de près de deux ans. Début 2015, Maurine est incluse dans un programme de résidence de 18 mois destiné à préparer l'équipe nationale du Brésil pour la Coupe du monde féminine de 2015 au Canada et les Jeux olympiques de Rio 2016. Lors de la Coupe du monde, Maurine ne dispute qu'un seul des quatre matches du Brésil. Après la défaite 1-0 du Brésil au deuxième tour contre l'Australie, Maurine reste au Canada avec la sélection brésilienne pour les Jeux panaméricains de 2015 à Toronto. Le 25 juillet 2015, elle participe au match pour la médaille d'or des Jeux panaméricains contre la Colombie en tant que remplaçante à la 74e minute. Elle marque dès sa première touche de balle.
En octobre 2017, Maurine est l'une des cinq joueuses brésiliennes à quitter le football international, mécontente du salaire et des conditions, et du limogeage de l'entraîneur-chef Emily Lima par la Confédération brésilienne de football.

### Vie personnelle
En décembre 2013, Maurine aurait fréquenté Lucas Surcin, footballeur professionnel d'Audax, de sept ans son cadet et fils de Marcelinho Carioca. Des articles de 2015 indiquent que Maurine aurait rompu avec Surcin et sortirait avec un autre footballeur, Wellington (en). Wellington confirme dans une interview de décembre 2017 d'Universo Online que lui et Maurine sont en couple depuis trois ans. Il déclare qu'il effectue les tâches ménagères tout en se remettant d'une blessure au ligament croisé antérieur. En 2012, Maurine apparaît dans une séance photo de mannequinat glamour, pour défier le stéréotype selon lequel les footballeuses ne sont ni féminines ni attirantes.

## Statistiques

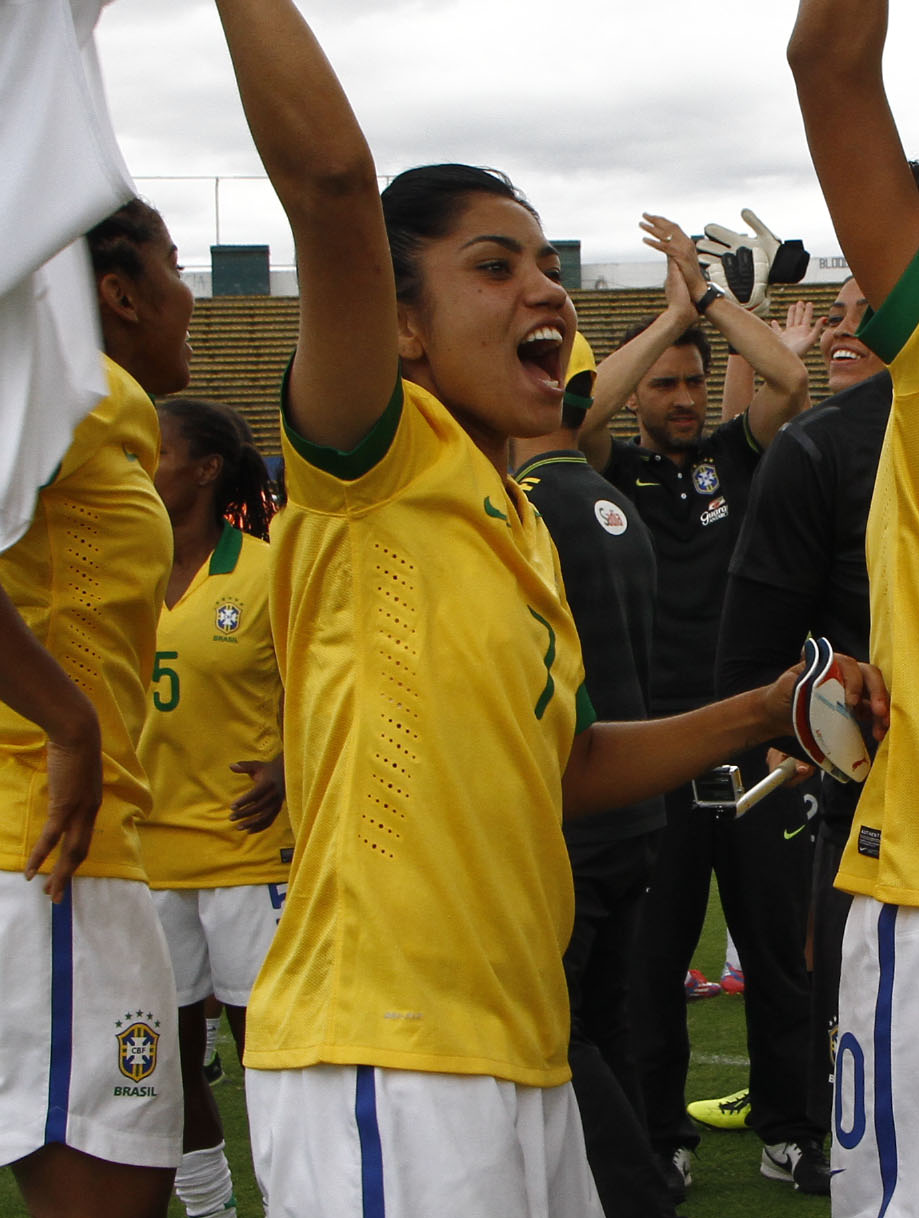
Maurine à la Copa America Femenina 2014

### Buts internationaux
| Buts | Date              | Lieu                 | Adversaire | Score (après le but) | Résultat | Compétition                |
| ---- | ----------------- | -------------------- | ---------- | -------------------- | -------- | -------------------------- |
| 1    | 15 juin 2008      | Suwon, Corée du Sud  | Italie     | 2-1                  | 2-1      | Peace Queen Cup 2008 (en)  |
| 2    | 22 avril 2009     | Francfort, Allemagne | Allemagne  | 1-1                  | 1-1      | Match amical               |
| 3    | 15 octobre 2011   | Guadalajara, Mexique | Mexique    | 1-0                  | 1-0      | Jeux panaméricains de 2011 |
| 4    | 18 septembre 2014 | Loja, Équateur       | Chili      | 1-0                  | 2-0      | Copa América féminine 2014 |
| 5    | 24 septembre 2014 | Quito, Équateur      | Équateur   | 3-0                  | 4-0      | Copa América féminine 2014 |
| 6    | 27 septembre 2014 | Quito, Équateur      | Argentine  | 3-0                  | 6-0      | Copa América féminine 2014 |
| 7    | 15 juillet 2015   | Toronto, Canada      | Équateur   | 7-1                  | 7-1      | Jeux panaméricains de 2015 |
| 8    | 25 juillet 2015   | Toronto, Canada      | Colombie   | 2-0                  | 4-0      | Jeux panaméricains de 2015 |